# Nanochilus
Nanochilus es un género de plantas con flores perteneciente a la familia Zingiberaceae. Su única especie, Nanochilus palembanicus, es originaria de Sumatra.

## Taxonomía
El género fue descrito por Karl Moritz Schumann y publicado en Botanische Jahrbücher für Systematik, Pflanzengeschichte und Pflanzengeographie 27: 341. 1899. La especie fue aceptada y publicado en la misma publicación.
Sinonimia
- Gandasulium palembanicum (Miq.) Kuntze
- Gandasulium sumatranum (Jack) Kuntze
- Hedychium palembanicum Miq.
- Hedychium sumatranum Jack
- Hedychium sumatranum Miq.